# 30. ceremonia wręczenia Cezarów
30. ceremonia wręczenia francuskich nagród filmowych Cezarów za rok 2004 odbyła się 26 lutego 2005 w Théâtre du Châtelet w Paryżu.
Galę wręczenia nagród prowadził Gad Elmaleh.

## Laureaci i nominowani
| Najlepszy film - Unik - 36 - Pan od muzyki - Królowie i królowa - Bardzo długie zaręczyny | Najlepszy reżyser - Abdellatif Kechiche – Unik - Olivier Marchal – 36 - Christophe Barratier – Pan od muzyki - Arnaud Desplechin – Królowie i królowa - Jean-Pierre Jeunet – Bardzo długie zaręczyny                                |                                               |
| Najlepszy aktor - Mathieu Amalric – Królowie i królowa - Daniel Auteuil – 36 - Gérard Jugnot – Pan od muzyki - Benoît Poelvoorde – Podium - Philippe Torreton – Pomocnik | Najlepsza aktorka - Yolande Moreau – Gdy podnosi się morze - Maggie Cheung – Czysta - Emmanuelle Devos – Królowie i królowa - Audrey Tautou – Bardzo długie zaręczyny - Karin Viard – Rola życia                                    |                                               |
| Najlepszy aktor drugoplanowy - Clovis Cornillac – Zdrady, kłamstwa i coś więcej - François Berléand – Pan od muzyki - André Dussollier – 36 - Maurice Garrel – Królowie i królowa - Jean-Paul Rouve – Podium | Najlepsza aktorka drugoplanowa - Marion Cotillard – Bardzo długie zaręczyny - Ariane Ascaride – Jedwabna opowieść - Mylène Demongeot – 36 - Julie Depardieu – Podium - Émilie Dequenne – Pomocnik                                   |                                               |
| Najbardziej obiecujący aktor - Gaspard Ulliel – Bardzo długie zaręczyny - Osman Elkharraz – Unik - Damien Jouillerot – Bad Spelling - Jérémie Renier – Burzliwy spokój - Malik Zidi – Utracona miłość | Najbardziej obiecująca aktorka - Sara Forestier – Unik - Marilou Berry – Popatrz na mnie - Lola Naymark – Jedwabna opowieść - Sabrina Ouazani – Unik - Magali Woch – Królowie i królowa                                             |                                               |
| Najlepszy scenariusz - Unik – Abdellatif Kechiche i Ghalya Lacroix - 36 – Franck Mancuso, Olivier Marchal, Dominique Loiseau i Julien Rappeneau - Popatrz na mnie – Agnès Jaoui i Jean-Pierre Bacri - Królowie i królowa – Arnaud Desplechin i Roger Bohbot - Bardzo długie zaręczyny – Jean-Pierre Jeunet i Guillaume Laurant | Najlepszy film z Unii Europejskiej - Czuły pocałunek, reż. Ken Loach - Życie jest cudem, reż. Emir Kusturica - Sarabanda, reż. Ingmar Bergman - W świecie wina, reż. Jonathan Nossiter - Złe wychowanie, reż. Pedro Almodóvar       |                                               |
| Najlepszy film debiutancki - Gdy podnosi się morze, reż. Yolande Moreau i Gilles Porte - Burzliwy spokój, reż. Jean-Marc Moutout - Jedwabna opowieść, reż. Éléonore Faucher - Pan od muzyki, reż. Christophe Barratier - Podium, reż. Yann Moix                                                                                | Najlepsze zdjęcia - Bruno Delbonnel – Bardzo długie zaręczyny - Eric Gautier – Czysta - Jean-Marie Dreujou – Dwaj bracia |                                               |
| Najlepszy montaż - Noëlle Boisson – Dwaj bracia - Hugues Darmois – 36 - Hervé Schneid – Bardzo długie zaręczyny | Najlepszy dźwięk - Daniel Sobrino, Nicolas Cantin i Nicolas Naegelen – Pan od muzyki - François Maurel, Pierre Mertens, Sylvain Lasseur i Joël Rangon – 36 - Vincent Arnardi, Gérard Hardy i Jean Umansky – Bardzo długie zaręczyny |                                               |
| Najlepsza muzyka - Bruno Coulais – Pan od muzyki - Nicola Piovani – Pomocnik - Tony Gatlif i Delphine Mantoulet – Exils - Angelo Badalamenti – Bardzo długie zaręczyny | Najlepsze kostiumy - Madeline Fontaine – Bardzo długie zaręczyny - Pierre-Jean Larroque – Arsène Lupin - Catherine Bouchard – Podium                                                                                                |                                               |
| Najlepsza scenografia - Aline Bonetto – Bardzo długie zaręczyny - François Chauvaud – Pan od muzyki - Jean-Pierre Fouillet – Immortal | Najlepszy film krótkometrażowy - Cousines - Hymne à la gazelle - La Méthode Bourchnikov - Les Parallèles |                                               |
| Najlepszy film zagraniczny - Między słowami - 21 gramów - Dzienniki motocyklowe - Zakochany bez pamięci - Fahrenheit 9.11 | Cezar honorowy - Jacques Dutronc - Will Smith | Cezar honorowy - Jacques Dutronc - Will Smith |